# NGC 1685
NGC 1685 je galaksija u zviježđu Orionu.

## Vanjske poveznice
- SEDS: NGC 1685